# М'язова дистрофія Беккера
М'язова дистрофія Бекера — це Х-зчеплене рецесивне спадкове захворювання, що характеризується повільно прогресуючою м'язовою слабкістю ніг і тазу. Це один із видів дистрофінопатії, спричинений мутаціями в гені дистрофіна, який кодує білок дистрофін. М'язова дистрофія Бекера пов'язана з м'язовою дистрофією Дюшенна тим, що обидві вони є результатом мутації в гені дистрофіна, але мають більш легкий перебіг.

## Ознаки та симптоми
Деякі симптоми, характерні для м'язової дистрофії Бекера:
- М'язова слабкість, поступово зростаючі труднощі під час ходьби[7]
- Сильна м'язова слабкість верхніх кінцівок[7]
- Ходьба на носках[2]
- Використання маневру Говерса для вставання з підлоги[8]
- Утруднене дихання[2]
- Скелетні деформації грудної клітки і спини (сколіоз)[2]
- Псевдогіпертрофія литкових м'язів[7]
- М'язові судоми[7]
- Проблеми зі серцевим м'язом[7]
- Підвищений рівень креатинкінази в крові[7]

У людей із цим захворюванням зазвичай спостерігається прогресуюча м'язова слабкість м'язів ніг і тазу, що пов'язано зі втратою м'язової маси (виснаженням). М'язова слабкість також спостерігається в руках, шиї та інших частинах тіла, але не така виражена, як у нижній його половині. Литкові м'язи спочатку збільшуються у віці 5-15 років (спроба організму компенсувати втрату м'язової сили), але збільшена м'язова тканина з часом заміщається жиром і сполучною тканиною (псевдогіпертрофія) у міру того, як ноги стають менш використовуваними (при використанні інвалідного крісла).

### Ускладнення
Можливими ускладненнями, пов'язаними зі м'язовою дистрофією (МД), є серцеві аритмії. М'язова дистрофія Бекера (МДБ) також характеризується наступним:
- Психічні порушення (при МДБ зустрічаються рідше, ніж при МДД)[10]
- Легенева недостатність[2]
- Пневмонія[2]

## Генетика
Розлад успадковується за Х-зчепленим рецесивним типом успадкування. Ген розташований на Х-хромосомі. Оскільки у жінок зазвичай дві Х-хромосоми, то в них рідко розвиваються симптоми (якщо одна Х-хромосома має неробочий ген, друга Х-хромосома часто матиме робочу копію гена для компенсації). Всі дистрофінопатії успадковуються за Х-зчепленим рецесивним типом. Ризик для братів і сестер хворої людини залежить від статусу матері-носія. У жінок-носіїв ймовірність передачі мутації МДД при кожній вагітності складає 50 %. Сини, що успадкували мутацію, будуть хворі; дочки, що успадкували мутацію, будуть носіями. Чоловіки з м'язовою дистрофією Беккера можуть мати дітей, і всі їх дочки є носіями, але жоден з синів не успадкує мутацію батька.
М'язова дистрофія Беккера зустрічається приблизно у 1,5-6 з 100 000 народжених чоловіків, тому вона значно менш поширена, ніж м'язова дистрофія Дюшенна. Симптоми зазвичай з'являються у чоловіків у віці 8-25 років, але іноді можуть початися й пізніше. Генетичне консультування може бути доцільним, коли потенційні носії або пацієнти хочуть мати дітей. У синів чоловіка зі м'язовою дистрофією Бекера захворювання не розвивається, але дочки будуть носіями (а деякі носії можуть відчувати деякі симптоми м'язової дистрофії), у синів дочок може розвинутися захворювання.

## Діагностика

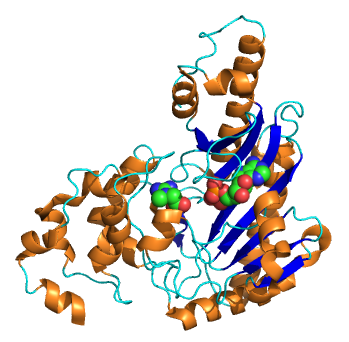
Кристалічна структура креатинкінази людського мозку

При діагностиці м'язової дистрофії Бекера розвиток симптомів нагадує м'язову дистрофію Дюшенна. Фізичне дослідження показує відсутність грудної мускулатури та верхньої частини рук, особливо якщо хвороба залишається непоміченою до підліткового віку. Виснаження м'язів починається в ногах і тазі, потім переходить до м'язів плечей і шиї. Помітно збільшуються литкові м'язи внаслідок псевдогіпертрофії. Серед проведених досліджень/тестів:
- Біопсія м'язів (видалення невеликого шматочка м'язової тканини, як правило, зі стегна, щоби перевірити наявність дистрофіну в м'язових клітинах).
- Тест на Креатинкінази (перевіряє рівень креатинкінази в крові: білки креатинкінази зазвичай знаходяться всередині здорових м'язових клітин, але можуть бути виявлені в крові, коли м'язові клітини пошкоджені).
- Електроміографія (показує, що слабкість викликана руйнуванням м'язової тканини, а не пошкодженням нервів).
- Генетичне тестування (шукає делецію, дуплікацію або мутацію гена дистрофіна).

## Лікування
Ліків від м'язової дистрофії Бекера поки що не існує. Лікування спрямоване на контроль симптомів, щоби максимально підвищити якість життя, яку можна виміряти за допомогою спеціальних опитувальників. Активність заохочується. Бездіяльність (наприклад, постільний режим) або довге сидіння можуть погіршити стан м'язів. Фізична терапія може бути корисна для підтримки м'язової сили. Ортопедичні пристрої, такі як скоби й інвалідні крісла, можуть поліпшити мобільність і самообслуговування.
Відомо, що імунодепресивні стероїди допомагають сповільнити прогресування м'язової дистрофії Бекера. Препарат преднізон сприяє збільшенню вироблення білка урофіна, який дуже схожий на дистрофін - білок, дефектний при МДБ.
Проблеми з серцем, що виникають при м'язовій дистрофії Емері-Дрейфуса та міотонічній м'язовій дистрофії, можуть унеобхіднити встановлення кардіостимулятора.
Досліджуваний препарат Debio-025 є відомим інгібітором білка циклофіліна D, який регулює набухання мітохондрій у відповідь на клітинні пошкодження. Дослідники вирішили випробувати препарат на спроєктованих мишах із МД після того, як раніше проведені лабораторні дослідження показали, що видалення гена, що кодує циклофілін D, зменшує набряклість, запускає зворотній процес чи навіть запобігає ушкодженню м'язів унаслідок хвороби. Якщо, відповідно до огляду Бушбі й ін., основний білок не функціонує належним чином, то, можливо, інший білок може зайняти його місце, доповнивши його. Регуляція компенсаторних білків була проведена на моделях трансгенних мишей.

## Прогноз
Прогресування м'язової дистрофії Бекера дуже варіює — набагато більше, ніж м'язової дистрофії Дюшенна. Існує також форма, яку можна розглядати як проміжну між МД Дюшенна й Бекера (легка МДД або важка МДБ). Про тяжкість захворювання може свідчити вік пацієнта на момент початку захворювання. Одне дослідження показало, що при м'язовій дистрофії Бекера можуть існувати дві різні моделі прогресування. При початку захворювання у віці від 7 до 8 років спостерігається більша вразливість серця і проблеми з підйомом сходами до 20 років; якщо початок захворювання припадає на вік близько 12 років, то ураження серця менш виражене.
Якість життя пацієнтів із м'язовою дистрофією Бекера може погіршуватися через симптоми захворювання, але з допоміжними пристроями можна зберегти незалежність. Люди, які страждають м'язовою дистрофією Бекера, можуть вести активний спосіб життя.

## Історія
М'язова дистрофія Бекера названа на честь німецького лікаря Петера Еміля Бекера, який опублікував статтю про неї в 1955 році.